# NGC 4270
NGC 4270 (другие обозначения — UGC 7376, MCG 1-32-7, ZWG 42.26, VCC 375, PGC 39718) — линзообразная галактика (S0) в созвездии Девы. Открыта Уильямом Гершелем в 1786 году.
Диск галактики имеет искривлённую форму — изофоты, от внутренних ко внешним, имеют разный позиционный угол, причём он меняется не монотонно. Светимость балджа составляет 39% светимости всей галактики, экспоненциальный масштаб диска в 1,61 раз больше, чем эффективный радиус балджа.
Этот объект входит в число перечисленных в оригинальной редакции «Нового общего каталога».